# Rairiz (Santiso)
Rairiz o Santa Eulalia de Rairiz (llamada oficialmente Santaia de Rairiz) es una parroquia española del municipio de Santiso, en la provincia de La Coruña, Galicia.

## Entidades de población
Entidades de población que forman parte de la parroquia:
- Casal (O Casal)
- Casas Novas (As Casas Novas)
- Chaín
- Mariño
- Pazos
- Sarandeses
- Trebolo

## Demografía
| Gráfica de evolución demográfica de Rairiz entre 2000 y 2021 |
|                                                              |
| Datos según el nomenclátor publicado por el INE.             |